# 칭다오 수비군
칭다오 수비군(일본어: 青島守備軍 칭타오 슈비군[*]/일본어: 青島守備軍 세이토 슈비군[*]) 중화민국 대륙 시기의 산둥성 칭다오에 주둔하였던 일본 제국 육군의 군단급 수비대였다.

## 역사
칭다오 수비군은 제1차 세계 대전의 칭다오 전투에서 주중 독일 제국군에게서 승리한 일본군이 점령지에서의 군정을 위한 군령육 제8호 명령에 따라 창설되어, 1922년 12월 15일까지 군령육 제13호 명령에 따라 해체되었다. 

## 간부

### 사령관
1. 중장 가미오 미쓰오로; 1914년 11월 26일 ~ 1915년 5월 24일
2. 중장 大谷喜久蔵 오타니 기쿠조[*]; 1915년 5월 24일 ~ 1917년 8월 6일
3. 중장 本郷房太郎 혼고 후사타로[*]; 1917년 8월 6일 ~
4. 중장 오시마 겐이치(일본어판); 1918년 10월 10일 ~
5. 중장 由比光衛 유히 미쓰에[*]; 1919년 6월 28일 ~ 1922년 12월 15일

### 참모장
1. 소장 조호지 고로(일본어판); 1914년 11월 26일 - 1915년 7월 5일
2. 소장 奈良武次 나라 다케지[*]：1915년 7월 5일 - 1916년 3월 31일
3. 대령 모리오카 모리시게(일본어판)：1916년 3월 31일 -
4. 소장 向西兵庫 무코우니시 효고[*]; 1918년 7월 24일 -
5. 소장 引田乾作 마쓰이 겐사쿠[*]; 1920년 8월 10일 - 1922년 12월 15일

#### 칭다오 수비대
1. 소장 모리 구니타케(일본어판); 1916년 8월 24일 - 1917년 8월 6일
2. 소장 무코우니시 효고(일본어판); 1917년 8월 6일 -
3. 소장 이노우에 가즈쓰구(일본어판); 1918년 7월 24일 -
4. 소장 引田乾作 마쓰이 겐사쿠[*]; 1918년 11월 1일 -
5. 소장 마쓰이 효사부로(일본어판); 1920년 8월 10일 -
6. 소장 다카타 도요키(일본어판); 1921년 9월 1일 - 1922년 8월 15일

## 부대
- 칭다오 수비대; 1916년 8월 24일 ~ 1922년 8월 15일
  - 칭다오 수비보병 제1대대
  - 칭다오 수비보병 제2대대
  - 칭다오 수비보병 제3대대
  - 칭다오 수비보병 제4대대
- 칭다오 헌병대

## 같이 보기
- 웨이하이 점령군
- 랴오둥 수비군
- 우한 방위군